# Neojaera caeca
Neojaera caeca är en kräftdjursart som beskrevs av Oleg Grigor'evich Kussakin 1984. Neojaera caeca ingår i släktet Neojaera och familjen Janiridae. Inga underarter finns listade i Catalogue of Life.